# Callao tartomány
Callao tartomány Peru egyik tartománya, amely az ország összes többi tartományával ellentétben nem tartozik egyetlen megyéhez sem, hanem önálló közigazgatási egységet alkot: úgynevezett alkotmányos tartomány. Székhelye Callao.

## Földrajz
Callao tartomány Peru nyugati részén helyezkedik el a Csendes-óceán partján, a szárazföldön minden irányból Lima megye határolja.

### Körzetei
A tartomány 7 körzetre van osztva:
- Bellavista
- Callao
- Carmen de La Legua-Reynoso
- La Perla
- La Punta
- Mi Perú
- Ventanilla

## Népesség
A tartomány népessége a közelmúltban folyamatosan növekedett:
| Év   | Lakosság |
| ---- | -------- |
| 1940 | 82 287   |
| 1961 | 213 540  |
| 1972 | 321 231  |
| 1981 | 443 413  |
| 1993 | 639 729  |
| 2007 | 876 877  |

## Képek

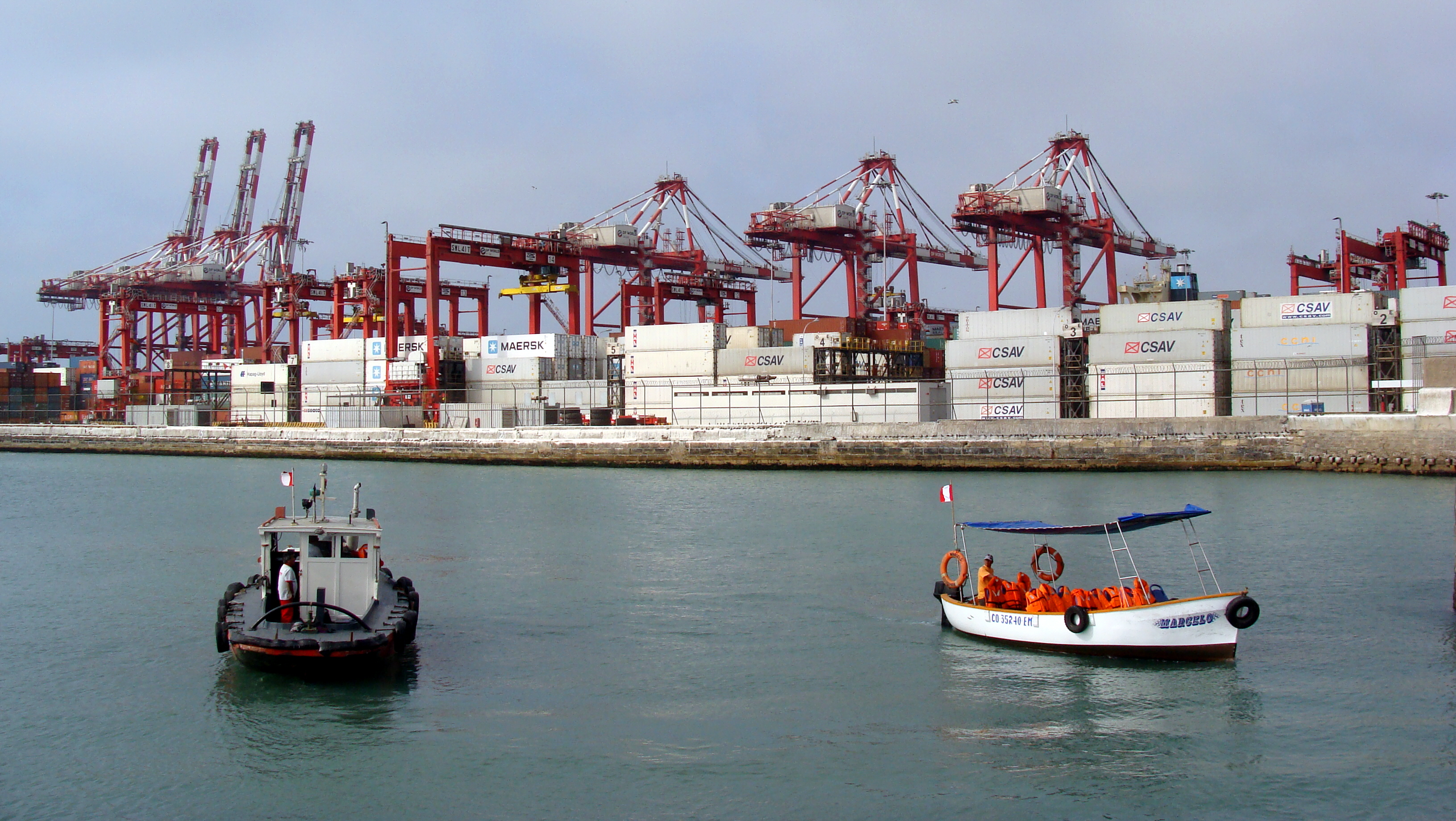
A kikötő
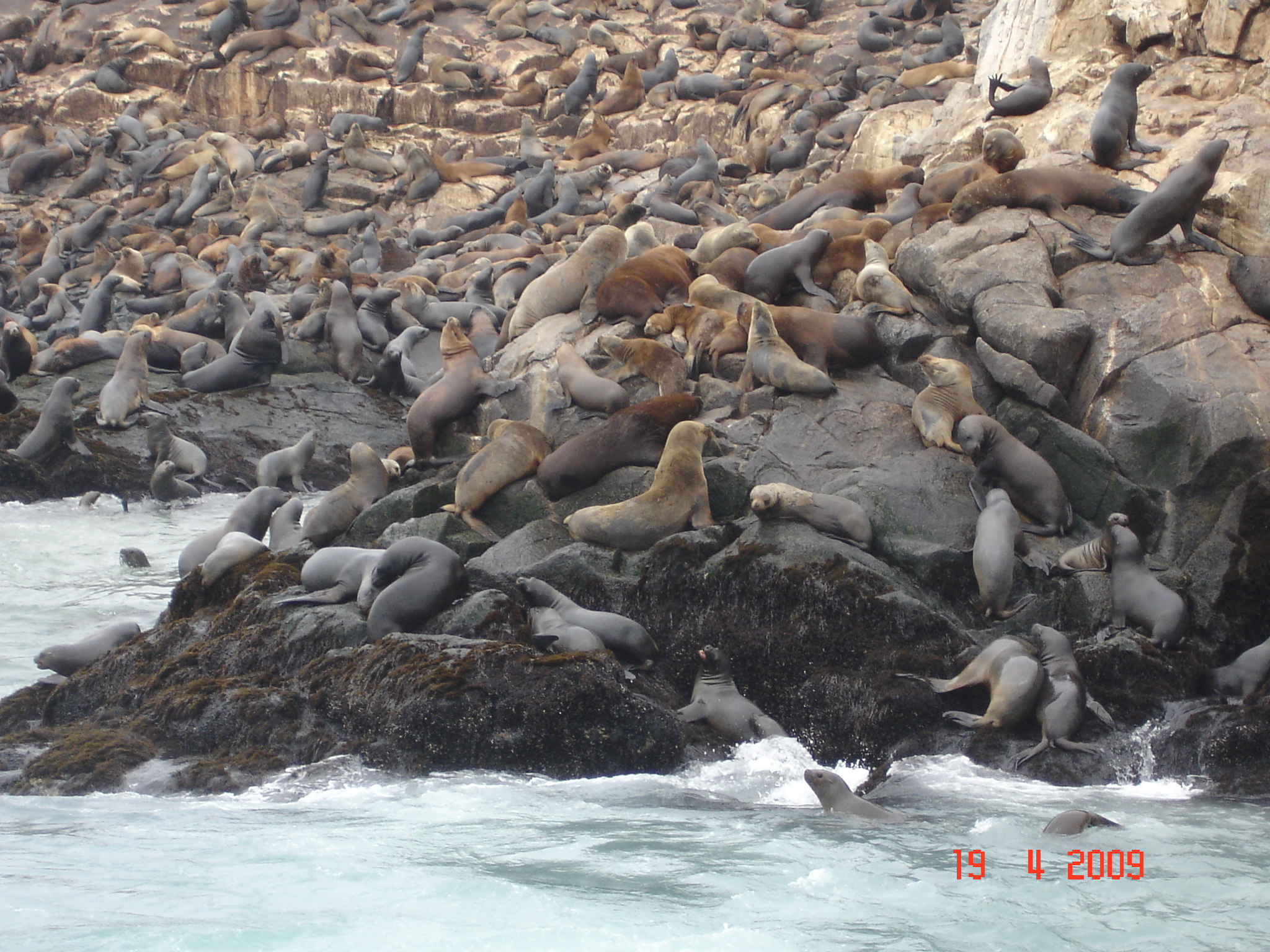
Fókák a Palomino-szigeteken
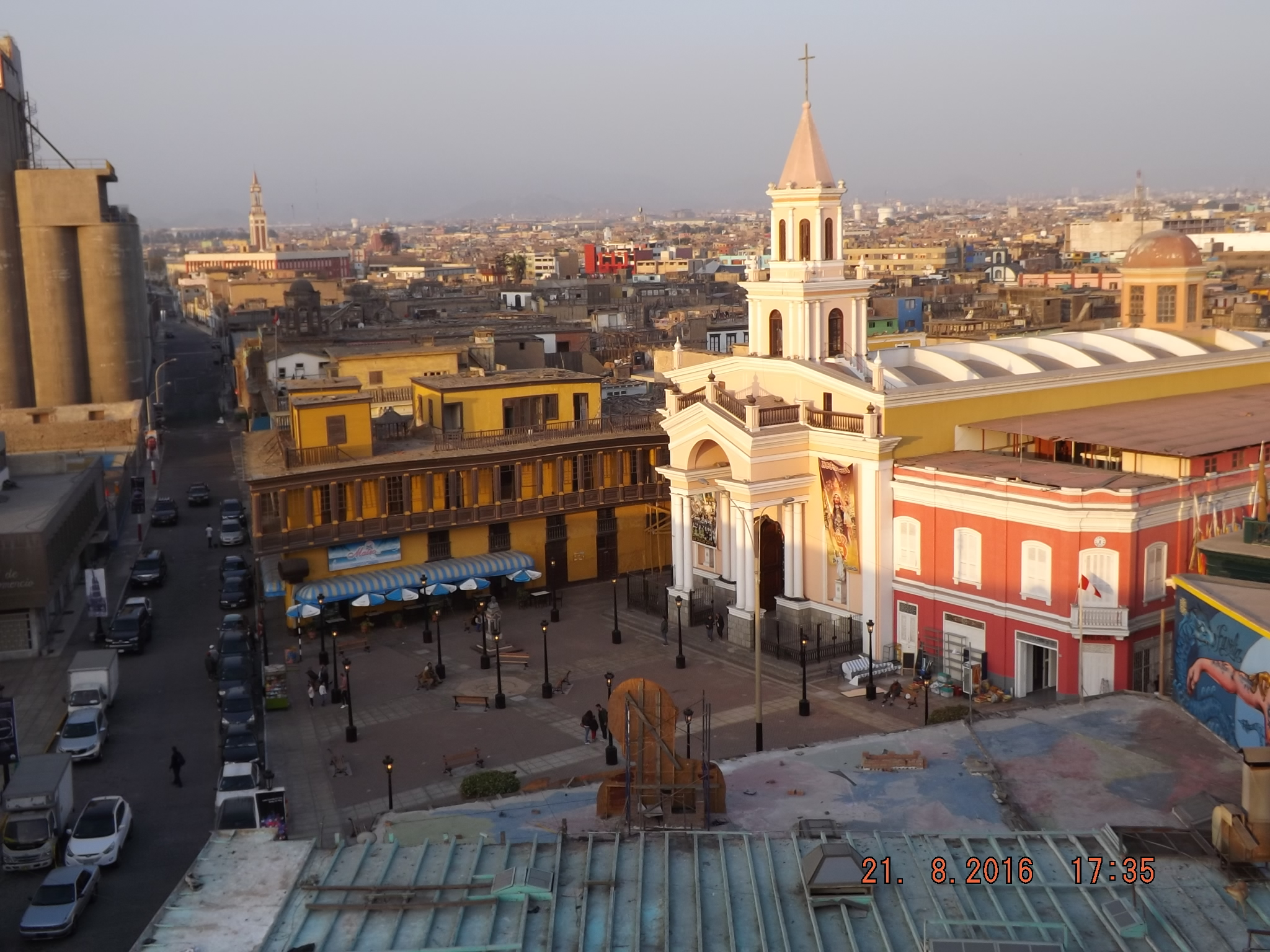
Részlet a belvárosból
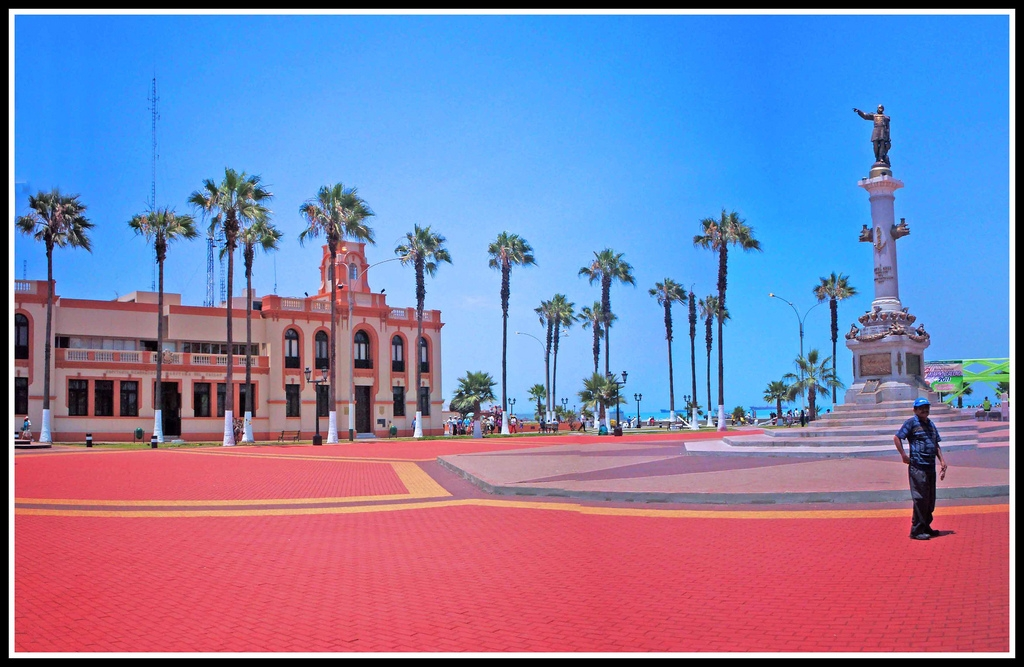
A Miguel Grau tér